# Johnathan Williams
Johnathan Lee Williams III (ur. 22 maja 1995 w Memphis) – amerykański koszykarz, występujący na pozycji silnego skrzydłowego, obecnie zawodnik Niners Chemnitz.
30 lipca 2019 został zawodnikiem izraelskiego Maccabi Riszon le-Cijjon. 26 grudnia podpisał umowę do końca sezonu z Washington Wizards. 4 stycznia 2020 opuścił klub. 12 stycznia podpisał kolejną umowę z klubem zarówno na występy w NBA, jak i zespole G-League – Capital City Go-Go. 6 września dołączył do tureckiego Galatasaray Doğa Sigorta.
24 lutego 2021 został zawodnikiem niemieckiego Niners Chemnitz.

## Osiągnięcia
Stan na 24 lutego 2021, na podstawie, o ile nie zaznaczono inaczej.
NCAA
- Wicemistrz NCAA (2017)
- Uczestnik rozgrywek:
  - Sweet 16 turnieju NCAA (2017, 2018)
  - turnieju Portsmouth Invitational Tournament (2018)
- Mistrz:
  - turnieju konferencji West Coast (WCC – 2017, 2018)
  - sezonu regularnego WCC (2017, 2018)
- Zaliczony do:
  - I składu:
    - WCC (2017, 2018)
    - turnieju:
      - WCC (2017, 2018)
      - Advocare Invitational (2017)

  - składu All-American honorable mention (2018 przez Associated Press)
- Zawodnik tygodnia WCC (27.11.2017, 12.02.2018)

Reprezentacja
- Mistrz:
  - świata U–17 (2012)
  - Ameryki U–16 (2011)